# Point Lookout (Colorado)
Pour les articles homonymes, voir Point Lookout.
Point Lookout est un sommet américain situé dans le comté de Montezuma, au Colorado. Protégé au sein du parc national de Mesa Verde, il s'élève à 2 569 mètres d'altitude sur le plateau du Colorado. On peut l'atteindre via le Point Lookout Trail.